# Septet (muziek)

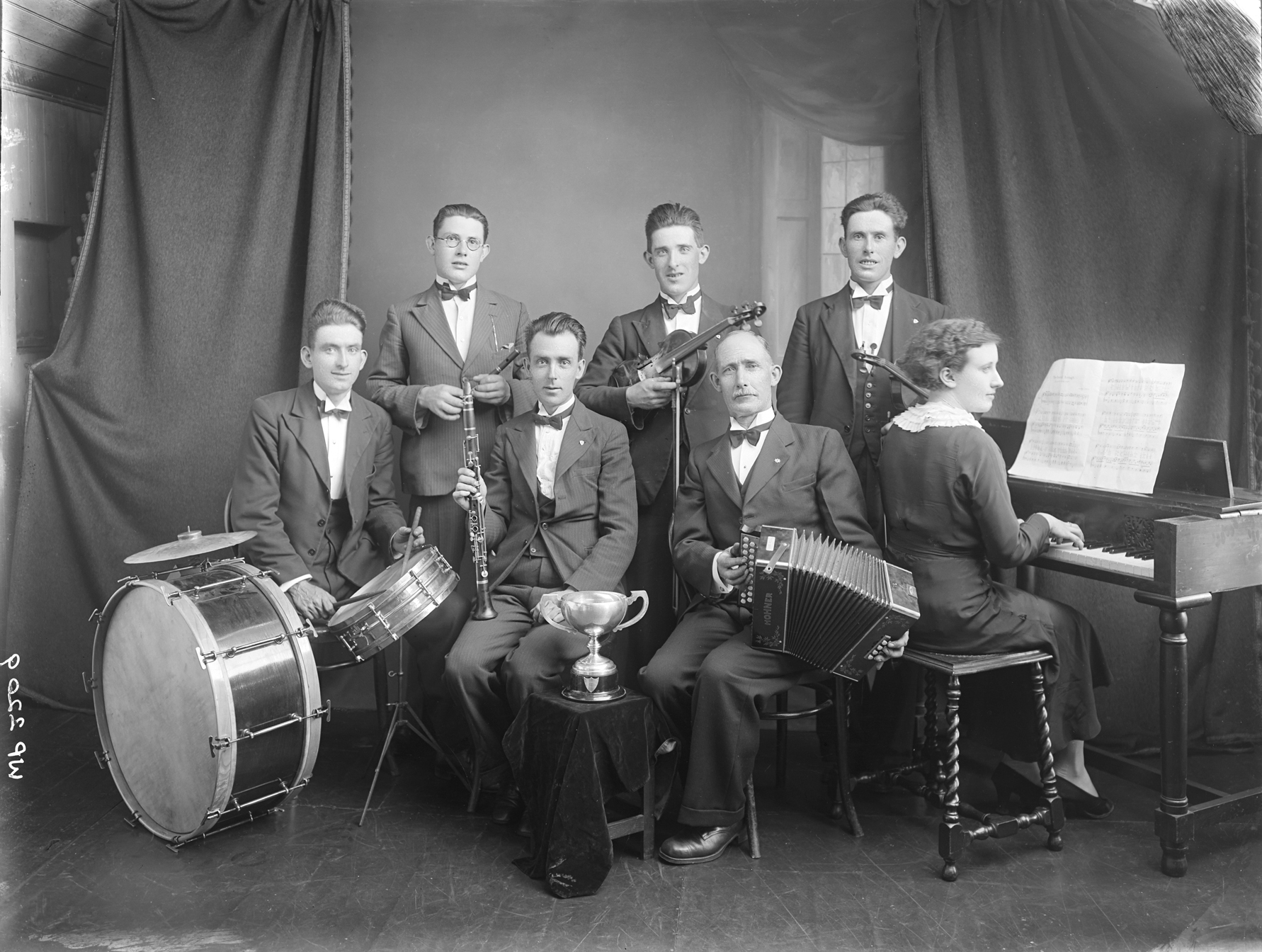
Septet

Een septet (of op zijn Frans: septuor) is een formatie van zeven muzikanten. Ook is het de aanduiding voor een compositie voor een dergelijke bezetting. 
De term septet wijst doorgaans op een vorm van kamermuziek waarin de zeven instrumenten (of stemmen) onafhankelijk behandeld worden (bijvoorbeeld Beethovens opus 20, voor klarinet, hoorn, fagot, viool, altviool, cello en contrabas). 
Waarschijnlijk werd de term eerst ook gebruikt in verband met de verschillende types divertimenti waaruit een werk bestaat (bijvoorbeeld Septet van Ignace Pleyel, 1787).
De instrumentatie voor een septet staat niet vast. Hoewel er vaste, populaire combinaties bestaan, kan men in principe zeven ‘willekeurige’ instrumenten of stemmen gebruiken, zolang ze individueel behandeld worden. In sommige stukken vinden we zelfs pianopartijen terug (bijvoorbeeld Ignaz Moscheles’ opus 88).
Er zijn zowel septetten geschreven voor enkel strijkers (bijvoorbeeld Heinrich Molbes opus 43) als voor blazers (bijvoorbeeld Koechlins opus 165).
Een verbreding van het begrip 'septet' is mogelijk, waarbij er enkel nog verwezen wordt naar het aantal instrumenten of stemmen. Hierdoor zouden veel meer werken, vooral uit de twintigste eeuw, als septet geklasseerd kunnen worden.
Naar aantal leden: Eenmansorkest / Solist · Duo ·  Trio ·  Kwartet ·  Kwintet · Sextet · Septet · Octet · Nonet